# Hexabromcyclohexan
Hexabromcyclohexan, genauer 1,2,3,4,5,6-Hexabromcyclohexan, ist der Name eines komplexen Gemischs von verschiedenen isomeren chemischen Verbindungen aus der Gruppe der Halogenkohlenwasserstoffe.

## Darstellung
Die Synthese von Hexabromcyclohexan erfolgt durch die Bromierung von Benzol unter Lichteinwirkung. Dabei entstehen im Wesentlichen zwei Isomere von Hexabromcyclohexan – (−)-α/(+)-α und β – und unter bestimmten Bedingungen als Nebenprodukt auch 1,4-Dibrombenzol. Diese Synthesemethode wurde bereits im frühen 19. Jahrhundert von Wissenschaftlern wie Michael Faraday und Eilhard Mitscherlich entwickelt, wobei Faraday sich nur mit dem Chlor-Analogon Hexachlorcyclohexan beschäftigte, nicht mit der Bromverbindung.

## Eigenschaften
In der Konfiguration e.e.e.e.p.p ((−)-α- und (+)-Isomer) beträgt der Schmelzpunkt 222 °C. Das θ-Isomer (aeaeee) ist die stabilste Form. Die Verbindung kristallisiert in einer monoklinen Kristallstruktur mit der Raumgruppe P21/n (Raumgruppen-Nr. 14, Stellung 2).
Es ist ein starker Inhibitor der Autophosphorylierung der JAK2-Tyrosinkinase. Es spielt eine Rolle als EC 2.7.10.2, unspezifische Protein-Tyrosin-Kinase-Inhibitor.

## Stereoisomere

(−)-α-Isomer  (CAS-Nr. 157584-69-5)
(+)-α-Isomer
β-Isomer
γ-Isomer
δ-Isomer
ε-Isomer
ζ-Isomer
η-Isomer
θ-Isomer (CAS-Nr. 1699741-12-2)